# Cyphochilus niveosquamosus
Cyphochilus niveosquamosus är en skalbaggsart som beskrevs av Blanchard 1851. Cyphochilus niveosquamosus ingår i släktet Cyphochilus och familjen Melolonthidae. Inga underarter finns listade i Catalogue of Life.